# سایه به سایه
سایه به سایه فیلمی به کارگردانی و نویسندگی علی ژکان محصول سال ۱۳۷۴ است که بر اساس فیلمنامهٔ آوازهای ننه آرسو نوشته بهرام بیضایی ساخته شده‌ است.

## خلاصه داستان
سروان پوریا فرمانده یک پاسگاه ساحلی است. همکار او استوار امیر حیدری است که مسئولیت جلوگیری از خروج خاویار سیاه دریای خزر را دارد. او که سال قبل مثل سروان پوریا باید ترفیع میگرفت، با یک توطئه از سِمَت بالاتر خود محروم شد. یک شب امیر حیدری به طرز عجیبی به دریا میرود و صبح روز بعد برنمیگردد؛ همه از این موضوع که به گونه‌ای مشکوک است تعجب میکنند. در ادامه روند پیگیری خروج خاویار سیاه توسط سروان پوریا از سر گرفته می‌شود و...

## بازیگران
- نیکی کریمی
- خسرو شکیبایی
- میکائیل شهرستانی
- فیروز بهجت محمدی
- محمد اسکندری
- ژاله صامتی
- قربان نجفی
- لادن طباطبایی
- محمد خسروی
- داوود موثقی
- اصغر کهن قنبریان
- علیرضا فتحی
- رضا راد
- عباس مختاری
- حمید دلشکیب
- فریده توکلی
- محمدرضا فتحی
- قاسم گلمکانی
- انیس نهرجو
- نیما کهن قنبریان
- فروغ کهن قنبریان
- اسماعیل پوررضا
- قاسم خلخالی زاده
- بهزاد لادنی
- رامین جوشکار
- علیرضا شفیع پور
- محمد غفاری
- ابراهیم نسیمی
- علیرضا عیسی پور
- علی اصغر سندوسی
- ایرج حلیم پور
- مهدی رفاهتی
- آرام گریگوریان
- علی سبیل
- یحیی مقدم
- علی عاطف احمدی
- خلیل روشندل
- حسین شاه بختی
- فرهاد رحمان زاده